# Montliot-et-Courcelles
Montliot-et-Courcelles ist eine französische Gemeinde mit 292 Einwohnern (Stand 1. Januar 2022) im Département Côte-d’Or in der Region Bourgogne-Franche-Comté. Sie gehört zum Arrondissement Montbard und zum Kanton Châtillon-sur-Seine.
Sie grenzt im Nordwesten an Vix, im Norden an Vannaire, im Osten an Massingy, im Südosten an Châtillon-sur-Seine, im Südwesten an Sainte-Colombe-sur-Seine und im Westen an Étrochey. 

## Bevölkerungsentwicklung
| Jahr                       | 1962 | 1968 | 1975 | 1982 | 1990 | 1999 | 2008 | 2015 |
| -------------------------- | ---- | ---- | ---- | ---- | ---- | ---- | ---- | ---- |
| Einwohner                  | 265  | 253  | 281  | 234  | 288  | 278  | 287  | 303  |
| Quellen: Cassini und INSEE |      |      |      |      |      |      |      |      |

## Geschichte
Montliot-et-Courcelles entstand mit Wirkung vom 1. Januar 1813 durch die Zusammenlegung der bisherigen Gemeinden Montliot und Courcelles-les-Rangs.